# Stoibrax
Stoibrax es un género de plantas perteneciente a la familia de las apiáceas.

## Taxonomía
El género fue descrito por Constantine Samuel Rafinesque y publicado en Good Book 52. 1840. La especie tipo es: Stoibrax dichotomum (L.) Raf.		

## Especies
A continuación se brinda un listado de las especies del género Stoibrax descritas hasta julio de 2013, ordenadas alfabéticamente. Para cada una se indica el nombre binomial seguido del autor, abreviado según las convenciones y usos.
- Stoibrax capense (Lam.) B.L.Burtt
- Stoibrax dichotomum (L.) Raf.
- Stoibrax didymum (Sond.) B.L.Burtt
- Stoibrax hanotei (Braun-Blanq. & Maire) B.L.Burtt
- Stoibrax involucratum (Maire) B.L.Burtt
- Stoibrax pomelianum (Maire) B.L.Burtt